# Julian Marian Auleytner
Julian Marian Auleytner (ur. 23 stycznia 1948 w Warszawie) – polski ekonomista, specjalista od spraw polityki społecznej, wykładowca uniwersytecki, rektor Uczelni Korczaka i członek Komitetu Prognoz Polska 2000 plus przy Prezydium PAN.

## Życiorys
Ukończył studia w Szkole Głównej Planowania i Statystyki. Doktorat 1977, habilitacja 1988, tytuł profesora uzyskał w 1995 r.
Od 1969 zatrudniony w Wydziale Zatrudnienia m.st. Warszawy. W 1971 został zwolniony z powodów politycznych za wyjazd do Szwajcarii i Włoch bez zgody miejscowej PZPR. Znalazł zatrudnienie w 1971 w sp. z o.o. CWU „Libella” w charakterze specjalisty ds. pracowniczych. Spółka ta była niezależnym od państwa źródłem finansowania ruchu „Znak” oraz Klubów Inteligencji Katolickiej. W latach 1977–1988 pracował jako adiunkt w Instytucie Pracy i Spraw Socjalnych w Warszawie. Był członkiem Prymasowskiej Rady Społecznej w stanie wojennym (1981–1984) oraz Rady Konsultacyjnej przy Przewodniczącym Rady Państwa (1986–1989). W 1988 był stypendystą Fundacji K. Adenauera. Odmówił premierowi Mieczysławowi Rakowskiemu przyjęcia w jego rządzie funkcji Ministra Pracy.
W 1992 r. założył Wyższą Szkołę Pedagogiczną Towarzystwa Wiedzy Powszechnej, która w 2013 zmieniła patrona z TWP na Janusza Korczaka. Był jej rektorem w latach 1993–2004 i 2007–2019. W kadencji prezydenta Lecha Wałęsy wspólnie z prof. Andrzejem Tymowskim prowadził prace Prezydenckiej Rady ds. Polityki Społecznej.
Wykładał na uczelniach w Grecji, Hiszpanii, Niemczech. Do 2013 był zatrudniony w Instytucie Polityki Społecznej Wydziału Dziennikarstwa i Nauk Politycznych UW. Pracuje na Wydziale Nauk Społecznych Uczelni Korczaka.
Zasiada w Komitecie Prognoz „Polska 2000 Plus” Prezydium Polskiej Akademii Nauk. Pełnił obowiązki prezesa Polskiego Towarzystwa Polityki Społecznej, a od 2011 jest także prezesem Polskiego Towarzystwa Współpracy z Klubem Rzymskim. Jest promotorem oraz recenzentem licznych pracy doktorskich i habilitacyjnych oraz autorem ok. 300 publikacji.
W 2011 r. opracował wraz z Pawłem Kowalem z partii Polska Jest Najważniejsza program wsparcia dla gospodarstw domowych w formie wypłacania kwoty będącej ekwiwalentem 100 euro. Julian Marian Auleytner twierdzi, że Prawo i Sprawiedliwość przejęło, zmodyfikowało i wprowadziło pomysł jako program Rodzina 500 plus.

## Odznaczenia
- Krzyż Kawalerski Orderu Odrodzenia Polski (2001)[6]
- Medal Komisji Edukacji Narodowej (1997)
- Medal Uniwersytetu Warszawskiego

## Wybrane publikacje
- Humanistyczny model polityki personalnej w zakładzie pracy, Instytut Wydawniczy Związków Zawodowych, Warszawa 1981.
- Wprowadzenie do doktryn polityki społecznej: niektóre aspekty systemowe i aksjologiczne, Instytut Pracy i Spraw Socjalnych, Warszawa 1986.
- Instytucje polityki społecznej: podmioty i fundusze, Wyższa Szkoła Pedagogiczna TWP, Warszawa 1996.
- Polityka społeczna: teoria i organizacja, Wyższa Szkoła Pedagogiczna TWP w Warszawie, Warszawa 2000.
- Polityka społeczna pomiędzy opiekuńczością a pomocniczością (wraz z Katarzyną Głąbicką), Wyższa Szkoła Pedagogiczna TWP w Warszawie, Warszawa 2000.
- Polityka społeczna, czyli ujarzmianie chaosu socjalnego, Warszawa 2002, ISBN 83-88278-39-8.
- Polska polityka społeczna. Ciągłość i zmiany, Warszawa 2004, ISBN 83-88278-52-5.
- Polish Social Policy. The Forging of a Social Order, Warsaw 2006.
- Filatelistyczne klejnoty w koronie II Rzeczpospolitej 1918-1920, Warszawa 2009, ISBN 978-83-61121-13-8 (wyd. polsko-angielsko-języczne).
- Polityka społeczna w Polsce i w świecie, WSP TWP, Warszawa 2011, ISBN 978-83-61121-52-7.
- Polityka społeczna w Polsce i w świecie, Warszawa 2012 (II wydanie), ISBN 978-83-61121-64-0.
- Komunikacja pocztowa w Błękitnej Armii Hallera w latach 1917–1920 (wyd. polsko-angielskie), Warszawa 2016, ISBN 978-83-65277-07-7.
- Finansowanie polityki społecznej, ZUS, Warszawa 2017, ISBN 978-83-948669-1-4.
- Prawa i obowiązki dzieci (wraz z Katarzyną Głąbicką-Auleytner), Instytut Naukowo-Wydawniczy Spatium, Radom 2018 ISBN 978-83-66017-29-0.